# Janezz
Janezz je studijski album Janeza Bončine - Benča in Orkestra Braca J. Doblekarja. Album, ki je izšel leta 2005 pri založbi Lip Art, vsebuje deset skladb in en videospot.
Projekt Janezz (izpeljanka iz značilnega slovenskega imena) glasbeno gledano postavlja vprašanje jazz ja ali jazz ne? Osnova projekta so avtorske skladbe, ki jih Benč izvaja skupaj z mladimi glasbeniki, študenti uglednih glasbenih ustanov doma in v tujini (Berklee, Leinz, Graz, Rotterdam, Celovec, Ljubljana), ki so se prav za to priložnost zbrali v Orkestru Braca J. Doblekarja.
Povsem novi aranžmaji Benčevih skladb, delo Braca J. Doblekarja, pomenijo izziv za mlade glasbenike, ki z vrhunsko izvedbo ter s svojo mladostno energijo, na povsem nov način nagovarjajo ljubitelje slovenskega jazz rocka. Janezz je pravzaprav skupina September današnjega časa.

## Seznam skladb
| Št. | Naslov                                                                            | Dolžina |
| --- | --------------------------------------------------------------------------------- | ------- |
| 1.  | „Spomin‟ (J. Bončina - J. Kenda - B. Doblekar)                                    | 2:55    |
| 2.  | „Potop‟ (J. Bončina - B. Doblekar)                                                | 3:38    |
| 3.  | „Obrnil bom ta svet na glavo‟ (J. Bončina - B. Fekonja - J. Ogrin - M. Malikovič) | 3:45    |
| 4.  | „Čas gospodar‟ (J. Bončina - B. Doblekar)                                         | 4:30    |
| 5.  | „Striptiz poker‟ (J. Bončina - D. Kenda Hussu - B. Doblekar)                      | 3:50    |
| 6.  | „Mati Zemlja‟ (J. Bončina - B. Doblekar)                                          | 3:45    |
| 7.  | „Mala lady‟ (T. Asanović - J. Bončina - B. Doblekar)                              | 5:12    |
| 8.  | „Balada o vražjem bendu‟ (J. Bončina - E. Fritz - B. Doblekar)                    | 4:45    |
| 9.  | „Domovina moja‟ (T. Asanović - J. Bončina - B. Doblekar)                          | 3:07    |
| 10. | „Kanela blues‟ (J. Bončina)                                                       | 4:12    |

## Glasbeniki
- Janez Bončina - Benč – solo vokal, akustična kitara
- Jadran Ogrin – fretless bas (3), električni bas (5), spremljevalni vokal (1, 3, 8)
- Gabrijel Ogrin – Hammond B3 (3)
- Marjan Malikovič – električna kitara (3, 5, 10), spremljevalni vokal (1, 3, 8)
- Zdenko Cotič – slide kitara, akustična kitara, orglice (10)
- David Morgan – bobni (3, 5, 8)

### Orkester Braca J. Doblekarja
- Braco Doblekar – dirigent, alt saksofon (3), tolkala (8, 10), spremljevalni vokal (1, 3, 8)

| - Jaka Janežič – alt saksofon, sopran saksofon - Jure Pukl – alt saksofon - Igor Lumpert – tenor saksofon, flavta - Tjaša Perigoj – tenor saksofon (razen 6) - Cene Resnik – tenor saksofon (6) - Tadej Božič – bariton saksofon, bas klarinet - Matjaž Kajzer - Jernej Senegačnik - Boštjan Jaklič - Igor Matkovič | - Miha Kadunc - Rok Štirn - Martin Pustinek - Žiga Korelec – bas pozavne - Marko Petrušič – klavir, Hammond B3 - Jani Moder – kitara - Nikola Matošič – bas - Andjelko Stupar – bobni |

### Solisti
- Igor Lumpert – tenor saksofon (1, 7)
- Tjaša Perigoj – tenor saksofon (2)
- Jernej Senegačnik – trobenta (2)
- Marko Petrušič – klavir (4, 6, 8), Hammond B3 (5, 7)
- Rok Štirn – pozavna (4, 9)
- Jaka Janežič – alt saksofon (5)
- Miha Kadunc – pozavna (5)
- Boštjan Jaklič – trobenta (5)
- Jani Moder – kitara (6)
- Andjelko Stupar – bobni (6)
- Jure Pukl – alt saksofon (6, 9)
- Igor Matkovič – trobenta (7)
- Nikola Matošič – bas (8)